# Partido del Frente Popular Bielorruso
El Partido del Frente Popular Bielorruso, oficialmente Partido del FPB (en bielorruso: Партыя БНФ, romanizado: Partyja BNF; en ruso: Партыя БНФ, romanizado: Pártiya BNF) es un partido político creado en Bielorrusia durante la Perestroika. Su primer y más carismático líder fue Zianón Pazniak. Desde 2023 se encuentra ilegalizado. 

## Historia
El partido fue organizado en octubre de 1988 por miembros de la inteligencia de Bielorrusia, incluidos Vasil Bykaŭ y Michaś Dubianiecki. Después de un decreto del presidente Aleksandr Lukashenko prohibiendo el uso de las palabras «Bielorrusia» y «Nacional» en los nombres de los partidos y movimientos políticos, el partido tuvo que cambiar su nombre por el de Partido de la FPB.
El Partido del Frente Popular Bielorruso se estableció en 1988 como un partido político y un movimiento cultural. La membresía está abierta a todos los ciudadanos de Bielorrusia, así como cualquier organización democrática. Sus objetivos son la democracia y la independencia nacional a través del renacimiento y reconstrucción después de haber sido «casi destruido económicamente y culturalmente» durante la época de la Unión Soviética.
La idea principal del Partido del Frente fue la reactivación de la idea nacional, incluyendo el renacimiento del idioma bielorruso. Inicialmente su orientación es pro-occidental, con una gran dosis de escepticismo con respecto a Rusia. Es un momento en que propaga la idea de la unión del Mar Báltico al Mar Negro, que supondría las actuales Ucrania, Polonia, Bielorrusia y Lituania, similar a la Międzymorze de Józef Piłsudski.
El partido estaba a favor de privar al idioma ruso del estatus de segunda lengua oficial en Bielorrusia. Este estado de la lengua rusa fue obtenido tras un referéndum nacional en 1995, cuando votó a favor de hacer del idioma ruso lengua de Estado el 83,3 % de la población que participó en el referéndum.
Entre los importantes logros del Frente fue el descubrimiento de la sepultura del sitio de Kurapaty cerca de Minsk. El Frente sostiene que la NKVD cometía allí asesinatos en secreto.
Al principio, el Frente tenía una visibilidad importante a causa de sus numerosas acciones públicas que casi siempre terminaron en enfrentamientos con la policía y los agentes del KGB. Los parlamentarios del BPF intentaron que el Parlamento restaurara los símbolos históricos bielorrusos: la bandera blanca-roja-blanca y el escudo de armas Pahonia. Hoy en día las personas son detenidas en la calle por llevar un pañuelo color blanco-rojo-blanco.
En 1994, el BPF formó un llamado "gabinete en la sombra" que consiste en 100 intelectuales del BPF. Su Primer Ministro fue Uladzimir Zablocki. Originalmente tenía 18 comisiones que publicaron ideas y proyectos de ley y planes de reestructuración del gobierno y la economía. Su última propuesta de reforma económica, se publicó en 1999. En oposición al régimen de Aleksandr Lukashenko, apoya la entrada de Bielorrusia en la OTAN y la Unión Europea. Se trata de un miembro observador del Partido Popular Europeo (PPE).
A finales de 1990 una parte del ala radical del partido, liderada por Zianón Pazniak, provocó la principal división del BPF al fundar otro partido político, el Partido Conservador Cristiano - Partido BPF (Kanservatyŭna-Chryścijanskaja Partyja BNF). El Partido afirma ser el único verdadero sucesor del BPF y no reconoce al "otro" BPF. También se distancia del resto de la oposición bielorrusa y de etiquetas como "régimen de los cómplices", de la falta de acción y la dependencia de las subvenciones occidentales.
En las elecciones legislativas del 13-17 de octubre de 2004, el partido era parte de la Coalición Popular 5 Plus (Narodnaja Kaalicyja Piaciorka Plus).
Estas elecciones se redujo de acuerdo con la OSCE y la Misión de Observación Electoral de la OIDDH significativamente por debajo de la OSCE. Principios universales y derechos constitucionalmente garantizados de expresión, asociación y reunión fueron seriamente puestos en tela de juicio, las autoridades bielorrusas voluntad de respetar el concepto de competencia política en condiciones de igualdad de trato. De acuerdo con esta misión los principios de un proceso democrático inclusivo, en el que los ciudadanos tienen derecho a solicitar cargos políticos, sin discriminación, a los candidatos para presentar sus puntos de vista sin obstrucción, y los votantes para obtener más información sobre ellos y discutir libremente, se han ignorado en gran medida.
En octubre de 2005 Alaksandar Milinkievič, el candidato propuesto por la BPF y el "verde" Zialonyja fue elegido candidato presidencial para las elecciones que se celebrarían en 2006.
En 2007 el partido se convirtió en un miembro de la Unión Internacional Demócrata.
El 5 de septiembre de 2009 en el Palacio de Cultrura de fábrica de tractores en Minsk tenía lugar la apertura del ХII Сongreso ordinario del Partido del Frente Popular Bielorruso. Más de 350 delegados de todas partes de Bielorrusia tomaron parte en el Congreso. Alіaksej Janukevič fue elegido presidente del partido. 179 delegados al congreso votaron a su candidatura.  Liavon Barščeŭski consiguió 30 votos menos que Alіaksej Janukevič. Además el congreso eligió a los vicepresidentes del partido. Lo obtenían Ryhor Kastusioŭ y Ihar Lialkoŭ. 
El 30 de septiembre de 2017 Ryhor Kastusioŭ fue elegido presidente del partido según la decisión de ХVIII Congreso de balance del Partido del Frente Popular Bielorruso. El consiguió 107 votos. En las boletas para votación fue introducidos 6 apellidos. 32 delegados votaron a Volha Damaskina. 5 personas fue elegidos vicepresidentes del Partido del Frente Popular Bielorruso.
El 12 de abril de 2021, se informó que Kastusioŭ había sido arrestado por la KGB bielorrusa como parte de su represión contra los manifestantes tras los resultados de las elecciones presidenciales bielorrusas de 2020. Oficialmente Kastusioŭ y los miembros del BPF fueron acusados de intentar organizar un golpe ilegal (en el que el presidente Aleksandr Lukashenko iba a ser asesinado); el FSB ruso junto con la KGB han afirmado que sus arrestos impidieron que ocurriera el golpe. El 5 de septiembre de 2022, Kastusioŭ fue condenado a 10 años de cárcel por el Tribunal Regional de Minsk.
El 14 de agosto de 2023, el Partido BPF fue prohibido por la Corte Suprema de Bielorrusia.